# Карабин Бернсайда
Карабин Бернсайда — американская капсюльная казнозарядная винтовка раннего типа (или же с дульнозарядной каморой), разработанная Эмброузом Бернсайдом. Использовалась во время Американской гражданской войны. Примечательна использованием неунитарного патрона обратной конусности с металлической гильзой, наподобие бумажных патронов для ранних капсюльных револьверов Кольта.

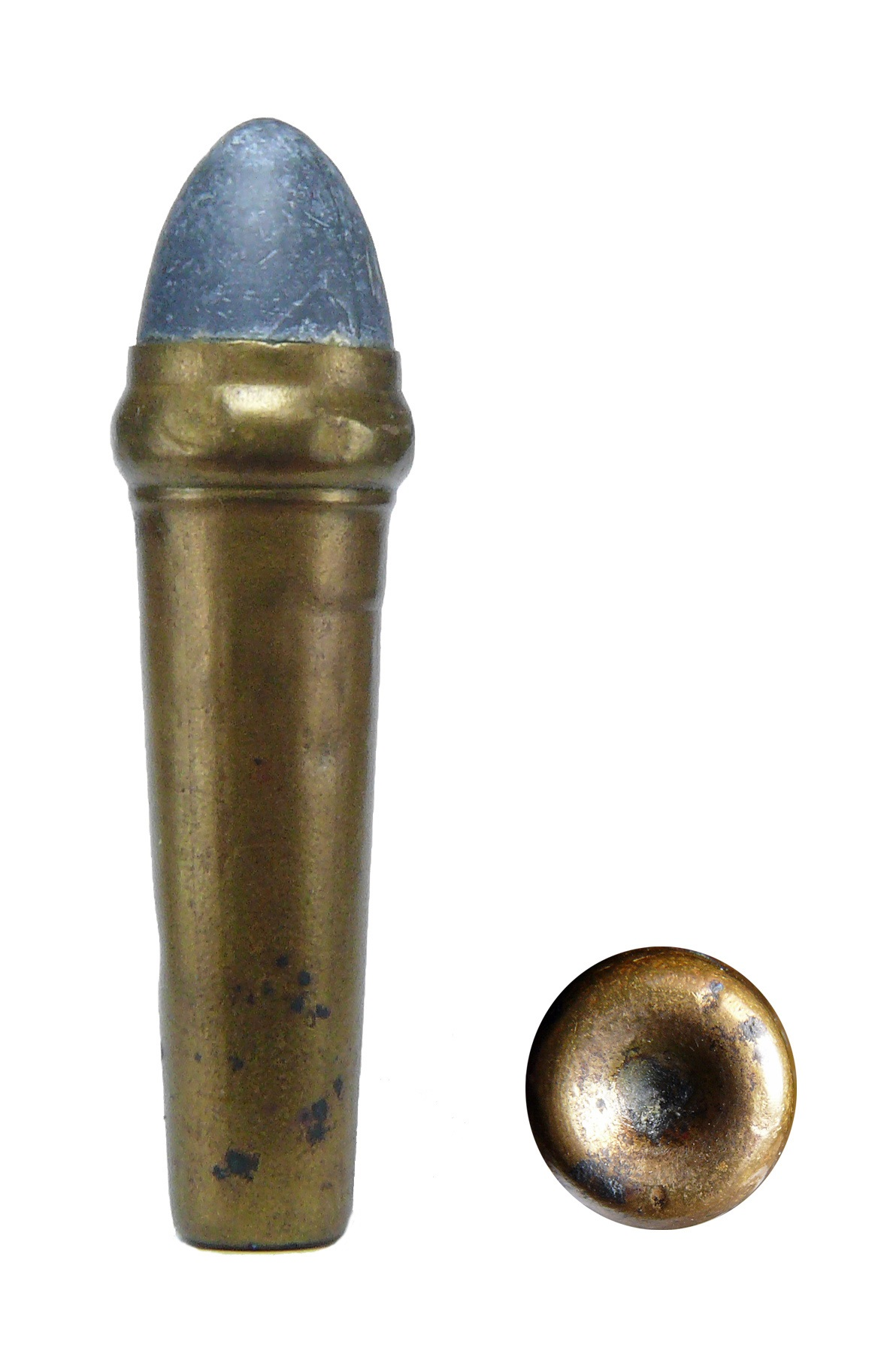
Патрон для карабина Бернсайда

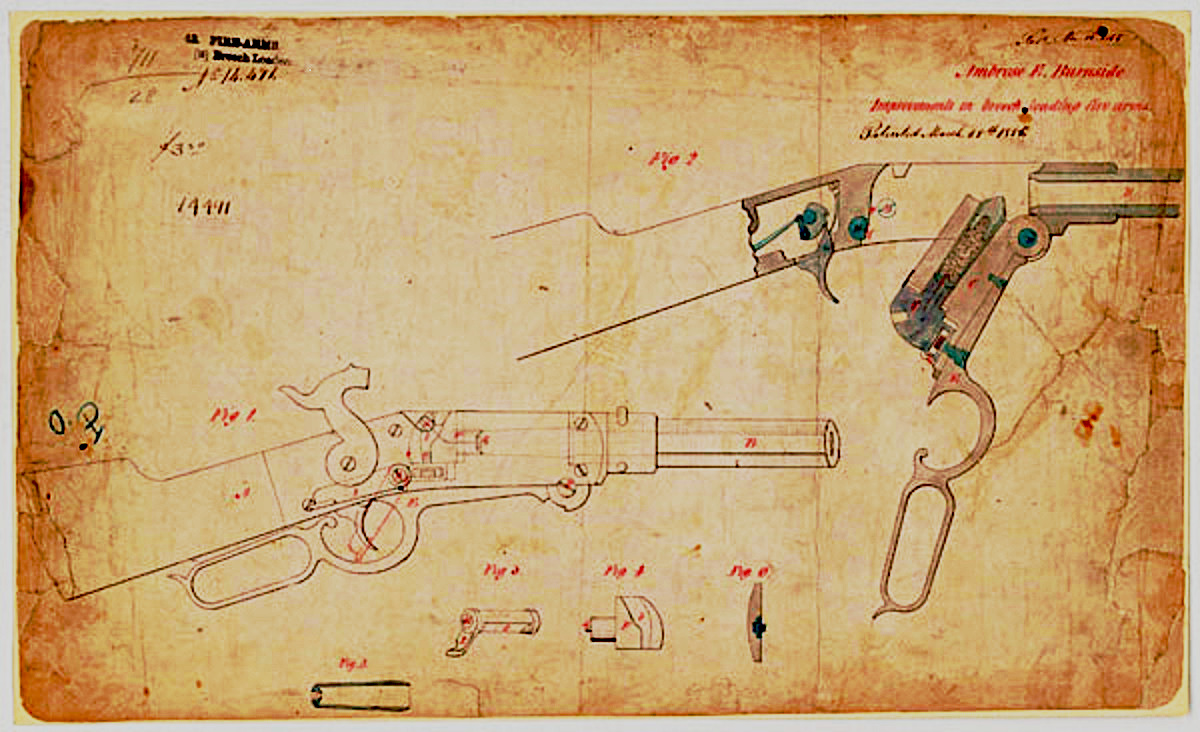
использование патрона обратной конусности